# Presidenti della Giuria del Festival di Cannes
Ogni anno la giuria del Festival è presieduta da una personalità del cinema. Negli anni la giuria è stata presieduta dieci volte da una donna, tra cui due volte da Jeanne Moreau. La nazione con il maggior numero di presidenti della giuria è la Francia (24), seguita dagli Stati Uniti d'America (17) e dall'Italia (8).

## Presidenti della Giuria - Concorso principale
| Anno | Presidente                  | Nazionalità del presidente  | Professione                                 |
| ---- | --------------------------- | --------------------------- | ------------------------------------------- |
| 1946 | Georges Huisman             | Francia                     | Storico                                     |
| 1947 | Georges Huisman             | Francia                     | Storico                                     |
| 1949 | Georges Huisman             | Francia                     | Storico                                     |
| 1951 | André Maurois               | Francia                     | Scrittore                                   |
| 1952 | Maurice Genevoix            | Francia                     | Scrittore                                   |
| 1953 | Jean Cocteau                | Francia                     | Scrittore e regista                         |
| 1954 | Jean Cocteau                | Francia                     | Scrittore e regista                         |
| 1955 | Marcel Pagnol               | Francia                     | Scrittore e regista                         |
| 1956 | Maurice Lehmann             | Francia                     | Regista e produttore                        |
| 1957 | André Maurois               | Francia                     | Scrittore                                   |
| 1958 | Marcel Achard               | Francia                     | Scrittore                                   |
| 1959 | Marcel Achard               | Francia                     | Scrittore                                   |
| 1960 | Georges Simenon             | Belgio                      | Scrittore                                   |
| 1961 | Jean Giono                  | Francia                     | Scrittore                                   |
| 1962 | Tetsurō Furikake            | Giappone                    | Poeta e ambasciatore                        |
| 1963 | Armand Salacrou             | Francia                     | Scrittore                                   |
| 1964 | Fritz Lang                  | Austria/ Germania           | Regista                                     |
| 1965 | Olivia de Havilland         | Stati Uniti/ Regno Unito    | Attrice                                     |
| 1966 | Sophia Loren                | Italia                      | Attrice                                     |
| 1967 | Alessandro Blasetti         | Italia                      | Regista                                     |
| 1968 | André Chamson               | Francia                     | Scrittore                                   |
| 1969 | Luchino Visconti            | Italia                      | Regista                                     |
| 1970 | Miguel Ángel Asturias       | Guatemala                   | Scrittore e diplomatico                     |
| 1971 | Michèle Morgan              | Francia                     | Attrice                                     |
| 1972 | Joseph Losey                | Stati Uniti                 | Regista                                     |
| 1973 | Ingrid Bergman              | Svezia                      | Attrice                                     |
| 1974 | René Clair                  | Francia                     | Scrittore e regista                         |
| 1975 | Jeanne Moreau               | Francia                     | Attrice e cantante                          |
| 1976 | Tennessee Williams          | Stati Uniti                 | Scrittore                                   |
| 1977 | Roberto Rossellini          | Italia                      | Regista                                     |
| 1978 | Alan J. Pakula              | Stati Uniti                 | Regista e produttore                        |
| 1979 | Françoise Sagan             | Francia                     | Scrittrice e sceneggiatrice                 |
| 1980 | Kirk Douglas                | Stati Uniti                 | Attore                                      |
| 1981 | Jacques Deray               | Francia                     | Regista                                     |
| 1982 | Giorgio Strehler            | Italia                      | Regista teatrale                            |
| 1983 | William Styron              | Stati Uniti                 | Scrittore                                   |
| 1984 | Dirk Bogarde                | Regno Unito                 | Attore                                      |
| 1985 | Miloš Forman                | Cecoslovacchia/ Stati Uniti | Regista                                     |
| 1986 | Sydney Pollack              | Stati Uniti                 | Regista e attore                            |
| 1987 | Yves Montand                | Francia                     | Attore e cantante                           |
| 1988 | Ettore Scola                | Italia                      | Regista e sceneggiatore                     |
| 1989 | Wim Wenders                 | Germania                    | Regista                                     |
| 1990 | Bernardo Bertolucci         | Italia                      | Regista                                     |
| 1991 | Roman Polański              | Polonia/ Francia            | Regista                                     |
| 1992 | Gérard Depardieu            | Francia                     | Attore e produttore                         |
| 1993 | Louis Malle                 | Francia                     | Regista                                     |
| 1994 | Clint Eastwood              | Stati Uniti                 | Regista e attore                            |
| 1995 | Jeanne Moreau               | Francia                     | Attrice e cantante                          |
| 1996 | Francis Ford Coppola        | Stati Uniti                 | Regista                                     |
| 1997 | Isabelle Adjani             | Francia                     | Attrice                                     |
| 1998 | Martin Scorsese             | Stati Uniti                 | Regista e produttore                        |
| 1999 | David Cronenberg            | Stati Uniti                 | Regista                                     |
| 2000 | Luc Besson                  | Francia                     | Regista e produttore                        |
| 2001 | Liv Ullmann                 | Norvegia                    | Attrice e regista                           |
| 2002 | David Lynch                 | Stati Uniti                 | Regista, cantante e pittore                 |
| 2003 | Patrice Chéreau             | Francia                     | Regista e sceneggiatore                     |
| 2004 | Quentin Tarantino           | Stati Uniti                 | Regista                                     |
| 2005 | Emir Kusturica              | Serbia/ Francia             | Regista e musicista                         |
| 2006 | Wong Kar-wai                | Hong Kong                   | Regista e produttore                        |
| 2007 | Stephen Frears              | Regno Unito                 | Regista                                     |
| 2008 | Sean Penn                   | Stati Uniti                 | Attore e regista                            |
| 2009 | Isabelle Huppert            | Francia                     | Attrice                                     |
| 2010 | Tim Burton                  | Stati Uniti                 | Regista, produttore e sceneggiatore         |
| 2011 | Robert De Niro              | Stati Uniti                 | Attore e regista                            |
| 2012 | Nanni Moretti               | Italia                      | Regista e attore                            |
| 2013 | Steven Spielberg            | Stati Uniti                 | Regista e produttore                        |
| 2014 | Jane Campion                | Australia                   | Regista                                     |
| 2015 | Joel ed Ethan Coen          | Stati Uniti                 | Registi, produttori e sceneggiatori         |
| 2016 | George Miller               | Australia                   | Regista, produttore e sceneggiatore         |
| 2017 | Pedro Almodóvar             | Spagna                      | Regista, produttore e sceneggiatore         |
| 2018 | Cate Blanchett              | Australia                   | Attrice                                     |
| 2019 | Alejandro González Iñárritu | Messico                     | Regista, produttore e sceneggiatore         |
| 2020 | Spike Lee                   | Stati Uniti                 | Regista, produttore, attore e sceneggiatore |
| 2021 | Spike Lee                   | Stati Uniti                 | Regista, produttore, attore e sceneggiatore |
| 2022 | Vincent Lindon              | Francia                     | Attore                                      |
| 2023 | Ruben Östlund               | Svezia                      | Regista e sceneggiatore                     |
| 2024 | Greta Gerwig                | Stati Uniti                 | Attrice, regista e sceneggiatrice           |
| 2025 | Juliette Binoche            | Francia                     | Attrice                                     |

## Presidenti della Giuria - SezioneUn Certain Regard
| Anno | Presidente           | Nazionalità del presidente | Professione                       |
| ---- | -------------------- | -------------------------- | --------------------------------- |
| 1999 | Lambert Wilson       | Francia                    | Attore e cantante                 |
| 2000 | Jane Birkin          | Regno Unito                | Attrice e cantante                |
| 2001 | Ariane Ascaride      | Francia                    | Attrice e sceneggiatrice          |
| 2002 | Anne Fontaine        | Francia                    | Regista e sceneggiatrice          |
| 2003 | Abderrahmane Sissako | Mali                       | Regista                           |
| 2004 | Jeremy Thomas        | Regno Unito                | Produttore                        |
| 2005 | Alexander Payne      | Stati Uniti                | Regista e sceneggiatore           |
| 2006 | Monte Hellman        | Stati Uniti                | Regista e sceneggiatore           |
| 2007 | Pascale Ferran       | Francia                    | Regista e sceneggiatore           |
| 2008 | Fatih Akın           | Turchia                    | Regista e sceneggiatore           |
| 2009 | Paolo Sorrentino     | Italia                     | Regista e sceneggiatore           |
| 2010 | Claire Denis         | Francia                    | Regista e sceneggiatrice          |
| 2011 | Emir Kusturica       | Serbia                     | Regista e sceneggiatore           |
| 2012 | Tim Roth             | Stati Uniti                | Attore e regista                  |
| 2013 | Thomas Vinterberg    | Danimarca                  | Regista e sceneggiatore           |
| 2014 | Pablo Trapero        | Argentina                  | Regista e sceneggiatore           |
| 2015 | Isabella Rossellini  | Italia                     | Attrice                           |
| 2016 | Marthe Keller        | Svizzera                   | Attrice                           |
| 2017 | Uma Thurman          | Stati Uniti                | Attrice                           |
| 2018 | Benicio del Toro     | Porto Rico                 | Attore                            |
| 2019 | Nadine Labaki        | Libano                     | Attrice, regista e sceneggiatrice |
| 2021 | Andrea Arnold        | Regno Unito                | Regista e sceneggiatrice          |
| 2022 | Valeria Golino       | Italia                     | Attrice, regista e sceneggiatrice |
| 2023 | John C. Reilly       | Stati Uniti                | Attore                            |

## Presidenti della Giuria -Caméra d'or
| Anno | Presidente                 | Nazionalità del presidente | Professione                         |
| ---- | -------------------------- | -------------------------- | ----------------------------------- |
| 1987 | Maurice Le Roux            | Francia                    | Compositore                         |
| 1988 | Danièle Delorme            | Francia                    | Attrice                             |
| 1989 | Raf Vallone                | Italia                     | Attore                              |
| 1990 | Christine Boisson          | Francia                    | Attrice                             |
| 1991 | Geraldine Chaplin          | Regno Unito                | Attrice                             |
| 1992 | André Delvaux              | Belgio                     | Regista                             |
| 1993 | Micheline Presle           | Francia                    | Attrice                             |
| 1994 | Marthe Keller              | Svizzera                   | Attrice                             |
| 1995 | Michel Deville             | Francia                    | Regista e sceneggiatore             |
| 1996 | Françoise Fabian           | Francia                    | Attrice                             |
| 1997 | Françoise Arnoul           | Francia                    | Attrice                             |
| 1998 | Tran Anh Hung              | Vietnam                    | Regista                             |
| 1999 | Michel Piccoli             | Francia                    | Attore e regista                    |
| 2000 | Otar Iosseliani            | Georgia                    | Regista e sceneggiatore             |
| 2001 | Maria de Medeiros          | Portogallo                 | Attrice e regista                   |
| 2002 | Geraldine Chaplin          | Regno Unito                | Attrice                             |
| 2003 | Wim Wenders                | Germania                   | Regista, sceneggiatore e fotografo  |
| 2004 | Tim Roth                   | Regno Unito                | Attore e regista                    |
| 2005 | Abbas Kiarostami           | Iran                       | Regista, sceneggiatore e fotografo  |
| 2006 | Jean-Pierre e Luc Dardenne | Belgio                     | Registi, sceneggiatori e produttori |
| 2007 | Pavel Lungin               | Russia                     | Regista                             |
| 2008 | Bruno Dumont               | Belgio                     | Regista e sceneggiatore             |
| 2009 | Roschdy Zem                | Francia                    | Attore e regista                    |
| 2010 | Gael García Bernal         | Messico                    | Attore e produttore                 |
| 2011 | Bong Joon-ho               | Corea del Sud              | Regista e sceneggiatore             |
| 2012 | Carlos Diegues             | Brasile                    | Regista                             |
| 2013 | Agnès Varda                | Belgio                     | Regista e sceneggiatrice            |
| 2014 | Nicole Garcia              | Francia                    | Regista, sceneggiatrice e attrice   |
| 2015 | Abderrahmane Sissako       | Mauritania                 | Regista                             |
| 2016 | Catherine Corsini          | Francia                    | Regista e sceneggiatrice            |
| 2017 | Sandrine Kiberlain         | Francia                    | Attrice                             |
| 2018 | Ursula Meier               | Svizzera                   | Regista, sceneggiatrice e attrice   |
| 2019 | Rithy Panh                 | Cambogia                   | Regista, sceneggiatore e produttore |
| 2021 | Mélanie Thierry            | Francia                    | Attrice                             |
| 2022 | Rossy de Palma             | Spagna                     | Attrice                             |
| 2023 | Anaïs Demoustier           | Francia                    | Attrice                             |